# James Broun-Ramsay, Hầu tước thứ 1 xứ Dalhousie
James Andrew Broun-Ramsay, Hầu tước thứ nhất của Dalhousie (22 tháng 4 năm 1812 - 19 tháng 12 năm 1860), còn được gọi là Lãnh chúa Dalhousie, ông giữ tước vị Lãnh chúa Ramsay cho đến năm 1838 và được gọi là Bá tước Dalhousie từ năm 1838 đến 1849. James Andrew là một chính khách người Scotland và nhà quản trị thuộc địa ở Ấn Độ thuộc Anh. Ông từng là Toàn quyền Ấn Độ từ năm 1848 đến năm 1856.
Ông đã thiết lập nền tảng của hệ thống giáo dục hiện đại ở Ấn Độ bằng cách bổ sung giáo dục đại chúng bên cạnh giáo dục bậc cao. Ông đã giới thiệu và triển khai các chuyến tàu chở khách bằng đường sắt, điện báo và bưu chính, mà ông mô tả là "ba động cơ cải tiến xã hội vĩ đại". Ông cũng thành lập Sở Công chính ở Ấn Độ. Đối với những người ủng hộ, ông nổi bật như một vị Toàn quyền có tầm nhìn xa, người đã củng cố quyền cai trị của Công ty Đông Ấn Anh ở Tiểu lục địa Ấn Độ, đặt nền móng cho chính quyền sau này và bằng chính sách đúng đắn của mình đã giúp những người kế nhiệm của ông ngăn chặn làn sóng nổi dậy.
Thời kỳ cai trị của ông ở Ấn Độ diễn ra trước khi chuyển sang thời kỳ Victoria Raj. Nhiều người ở Anh đã tố cáo ông là đã không nhận thấy các dấu hiệu của Cuộc nổi dậy ở Ấn Độ năm 1857, đã làm trầm trọng thêm cuộc khủng hoảng bởi sự tự tin một cách hống hách, hoạt động tập trung hóa và mở rộng các cuộc thôn tính.

## Cuộc sống đầu đời
James Andrew Broun-Ramsay là con trai thứ 3 và là con trai út của George Ramsay, Bá tước thứ 9 của Dalhousie (1770–1838), ông là một trong những tướng lĩnh dưới trướng của Công tước Wellington. Năm 1828, sau khi rời ghế Toàn quyền Canada ông đã được bổ nhiệm làm Tổng tư lệnh ở Ấn Độ. Vợ của ông là Christian Ramsay (nhũ danh Broun) ở Coalstoun, Haddingtonshire (Đông Lothian), Scotland.
Năm 1815, Bá tước thứ 9 của Dalhousie có 3 người con trai, 2 người trong số đó đã chết khi còn nhỏ. James Andrew Broun-Ramsay, con trai út của ông, được mô tả là có vóc dáng nhỏ bé, khuôn miệng rắn chắc và vầng trán cao.
Thời thơ ấu, James có nhiều năm sống cùng với bố mẹ ở Canada, khi bố của ông đảm nhiệm vị trí Toàn quyền của xứ này. Trở về Scotland và sau đó ông nhập học Trường Harrow năm 1825. Hai năm sau, ông và một người bạn tên là Robert Adair đã bị đuổi học sau khi bắt nạt và suyết gây ra cái chết của George Rushout, cháu trai của John Rushout, Nam tước thứ 2 Northwick.  Cho đến khi vào đại học, toàn bộ việc học của James được giao cho đức cha của giáo xứ ở Staffordshire.
Vào tháng 10/1829, ông chuyển đến Christ Church, Oxford (là một trường thành viên của Đại học Oxford ở Anh), nơi ông học hành khá chăm chỉ, giành được một số danh hiệu và có nhiều bạn bè. Tuy nhiên, việc học tập của ông đã bị gián đoạn rất nhiều do bệnh tật kéo dài và cái chết vào năm 1832 của người anh trai duy nhất còn sống của ông. Sau đó ông đã đi du lịch nhiều nơi ở Ý và Thuỵ Sĩ, điều này đã làm phong phú thêm tuổi trẻ của ông, và lưu giữ nhưng quan sát có giá trị cho công việc sau này của mình.

## Sự nghiệp chính trị ban đầu
Tại cuộc tổng tuyển cử năm 1835, ông đã ra tranh cử ghế nghị sĩ đại diện khu vực Edinburgh, nhưng không thành công. Trong cuộc tranh cử này ông phải cạnh tranh với các nhân vật tiếng tâm trong giới chính trị, trong đó có James Abercromby, Nam tước thứ nhất của Dunferline (chủ tịch Hạ viện Anh từ năm 1835 - 1839); John Campbell, Nam tước thứ nhất của Campbell. Năm 1837, ông trở lại tranh cử ghế Hạ viện, đại diện cho Haddingtonshire. Cũng trong năm đó, ông đã kết hôn với Susan Broun-Ramsay, con gái của George Hay, Hầu tước thứ 8 của Tweeddale. Sau cái chết của vợ vào năm 1853, đã khiến ông đau buồn vô hạn. Năm 1838, cha ông qua đời sau một trận ốm dài, và chưa đầy 1 năm sau mẹ ông cũng mất.
Tháng 05/1843, ông trở thành Phó chủ tịch của Hội đồng Thương mại, trong đó William Ewart Gladstone (thủ tướng tương lai của Anh) giữ vị trí chủ tịch. Ông cũng được trao chức vụ Đội trưởng danh dự của Lâu đài Deal cùng năm.
Thành công của Gladstone với tư cách là Chủ tịch Hội đồng Thương mại trong năm 1845 đã tạo động lực cho ông lao vào các sự vụ liên quan đến khủng hoảng Đường sắt Mania, trong thời gian này sức khoẻ của ông đã suy sụp một phần do căng thẳng. Trong cuộc đấu tranh về Luật ngô, ông đã đứng về phía của Robert Peel . Sau thất bại của Lãnh chúa Russell trong việc thành lập một bộ trong chính phủ, ông vẫn tiếp tục làm việc tại Hội đồng thương mại, gia nhập nội các chính phủ khi Lãnh chúa Stanley nghỉ hưu. Khi thủ tướng Robert Peel từ chức vào tháng 06/1846, Lãnh chúa Russell đã đề nghị trao cho ông một ghế trong nội các, nhưng ông đã từ chối.

## Toàn quyền Ấn Độ
Ngày 12/01/1848, Lãnh chúa Dalhousie được bổ nhiệm vào chức Toàn quyền Ấn Độ và Thống đốc Bengal. Trong thời kỳ này, ông đã lao động cực kỳ chăm chỉ, thường làm việc từ 16-18 tiếng mỗi ngày. Ông đã tìm cách để mở rộng phạm vi ảnh hưởng của Đế quốc Anh trên tiểu lục địa Ấn Độ, dù sức khoẻ không tốt, nhưng ông vẫn cưỡi ngựa đi kinh lý trên những chặng đường dài.